# Овсиенко, Владимир Владимирович
Влади́мир Влади́мирович Овсие́нко (укр. Володимир Володимирович Овсієнко; 30 октября 1978, Ужгород, Закарпатская область, СССР) — украинский футболист, вратарь.

## Биография
Начал профессиональную карьеру в ужгородском «Закарпатье». Впервые в команде появился в сезоне 1993/94, когда команда выступала в Первой лиге Украины. Овсиенко в том сезоне был запасным голкипером и не сыграл на турнире ни одного матча. В составе клуба дебютировал 6 июня 1995 года на стадионе «Авангард», в матче против кировоградской «Звезды-НИБАС» (0:1), Овсиенко отыграл весь матч, на 32 минуте пропустил гол от Сергея Борисенко. Всего за клуб провёл 39 матчей в Первой лиге.
В начале 1997 года Владимир Овсиенко перешёл в киевский ЦСКА. В составе клуба он так и не сыграл, в основном выступая за ЦСКА-2. Всего за ЦСКА-2 он провёл 26 матчей в Первой лиге и 3 матча в Кубке Украины. Затем он находился в составе житомирского «Полесья» и позже выступал за команду из города Перечин в любительском Кубке Украины, провёл 3 матча.
В сезоне 2000/01 Овсиенко вернулся в «Закарпатье». В том сезоне он провёл всего 4 матча, а клуб смог стать серебряным призёром Первой лиги и выйти Высшую лигу Украины. В Высшей лиге дебютировал 11 октября 2001 года в домашнем матче против киевского «Динамо» (1:2), в этом матче он пропустил два гола от Валентина Белькевича и Александра Мелащенко. По итогам сезона 2001/02 «Закарпатье» заняло последнее 14 место и вылетела обратно в Первую лигу. Овсиенко в этом сезоне провёл всего 1 матч, а выступал он в основном за «Закарпатье-2», в котором сыграл 17 матчей.
После того как «Закарпатье» вылетело в Первую лигу Украины, Овсиенко стал основным вратарём команды. В сезоне 2003/04 «Закарпатье» впервые стало победителем Первой лиги и опять вернулась в Высшую лигу. В следующем сезоне Овсиенко уступил место в воротах Тарасу Луценко, который и был основным голкипером.
Зимой 2005 года перешёл в харьковский «Металлист», где тренером был Александр Заваров. В составе клуба провёл всего 3 матча в конце сезона 2004/05. Летом того же года вернулся в «Закарпатье» и выступал за команду на протяжении года. Летом 2006 года перешёл в «Александрию». В составе команды выступал на протяжении полутора года и сыграл в 52 встречах в Первой лиге и 2 игры провёл в Кубке.
Зимой 2008 года подписал контракт с киевской «Оболонью». В сезоне 2007/08 пивовары стали бронзовыми призёрами Первой лиги Украины, уступив «Львову» и «Ильичёвцу». Всего за «Оболонь» он провёл 21 матч в Первой лиге и 1 матч в Кубке. В начале 2009 года побывал на просмотре в криворожском «Кривбассе», но перешёл в «Нефтяник-Укрнефть» из города Ахтырка. В команде выступал на протяжении года и сыграл в Первой лиге Украины 15 матчей.
В начале 2010 года перешёл в венгерский клуб «Ньиредьхаза» из одноимённого города. В составе команды провёл полгода и сыграл в чемпионате Венгрии 13 игр в которых пропустил 23 мяча. Летом 2010 года перешёл в «Александрию». В сезоне 2010/11 клуб одержал победу в Первой лиге Украины и вышел в Премьер-лигу. Овсиенко в этом сезоне был запасным вратарём, уступив место в основе Юрию Панькиву, Владимир провёл всего 4 матча.

## Достижения
- Победитель Первой лиги Украины (2): 2003/04, 2010/2011
- Серебряный призёр Первой лиги Украины (1): 2000/01
- Бронзовый призёр Первой лиги Украины (1): 2007/08